# Contea di Hukou
La contea di Hukou (湖口县S, Húkǒu XiànP) è una contea della Cina, situata nella provincia di Jiangxi e amministrata dalla prefettura di Jiujiang.